# Margencel
Margencel település Franciaországban, Haute-Savoie megyében. Lakosainak száma 2261 fő (2022. január 1.). Margencel Allinges, Anthy-sur-Léman, Perrignier és Sciez községekkel határos.

## Népesség
A település népességének változása:
| Lakosok száma | 2049 | 2095 | 2204 | 2145 | 2181 | 2197 | 2235 | 2249 | 2261 |
|               | 2013 | 2015 | 2016 | 2017 | 2018 | 2019 | 2020 | 2021 | 2022 |